# Team Barloworld/2007
Deze pagina geeft een overzicht van de wielerploeg Team Barloworld-Bianchi in 2007.
| Naam                 | Geboortedatum | Nationaliteit       | Ploeg 2006             |
| -------------------- | ------------- | ------------------- | ---------------------- |
| Pedro Arreitunandia  | 24-07-1974    | Spanje              |                        |
| John-Lee Augustyn    | 10-08-1986    | Zuid-Afrika         | Team Konica Minolta    |
| Giosuè Bonomi        | 21-10-1978    | Italië              |                        |
| Diego Caccia         | 31-07-1981    | Italië              |                        |
| Félix Cárdenas       | 24-11-1972    | Colombia            |                        |
| Gianpaolo Cheula     | 23-05-1979    | Italië              |                        |
| Ryan Cox             | 09-04-1979    | Zuid-Afrika         |                        |
| Enrico Degano        | 11-03-1976    | Italië              |                        |
| Aleksandr Jefimkin   | 02-12-1981    | Rusland             |                        |
| Fabrizio Guidi       | 13-04-1972    | Italië              | Phonak Hearing Systems |
| Robert Hunter        | 22-04-1977    | Zuid-Afrika         | Phonak Hearing Systems |
| Paolo Longo Borghini | 10-12-1980    | Italië              | Ceramica Flaminia      |
| James Perry          | 19-11-1979    | Zuid-Afrika         |                        |
| Hugo Sabido          | 14-12-1979    | Portugal            |                        |
| Kanstantsin Siwtsow  | 09-08-1982    | Wit-Rusland         | Acqua & Sapone         |
| Mauricio Soler       | 14-01-1983    | Colombia            | Acqua & Sapone         |
| Geraint Thomas       | 25-05-1986    | Verenigd Koninkrijk | Neoprof                |

2003 · 2004 · 2005 · 2006 · 2007 · 2008 · 2009